# Resolutie 1994 Veiligheidsraad Verenigde Naties
Resolutie 1994 van de Veiligheidsraad van de Verenigde Naties werd door de VN-Veiligheidsraad unaniem aangenomen op 30 juni 2011, en verlengde het mandaat van de UNDOF-waarnemingsmacht in de Golanhoogten met een half jaar.

## Achtergrond
Na de Jom Kipoeroorlog kwamen Syrië en Israël overeen de wapens neer te leggen. Een waarnemingsmacht van de Verenigde Naties moest op de uitvoer van de twee gesloten akkoorden toezien.
In de marge van de protesten in Syrië vonden ook in het operatiegebied van de macht demonstraties plaats. Op 15 mei en 5 juni 2011 probeerden die Israël binnen te dringen, en daarbij vielen vele doden; het ernstigste incident in UNDOF's bestaan.

## Inhoud

### Waarnemingen
De situatie in het Midden-Oosten bleef gespannen. Men was ernstig bezorgd over de gebeurtenissen die op 15 mei en 5 juni hadden plaatsgevonden in UNDOF's operatiezone.

### Handelingen
De partijen werden opgeroepen onmiddellijk resolutie 338 uit 1973 uit te voeren. Ze werden ook herinnerd aan hun verplichting om het akkoord over het terugtrekken van troepen uit 1974 na te komen en zich terughoudend op te stellen. Ten slotte werd het mandaat van UNDOF opnieuw met zes maanden verlengd, tot 31 december 2011.

## Verwante resoluties
- Resolutie 1937 Veiligheidsraad Verenigde Naties (2010)
- Resolutie 1965 Veiligheidsraad Verenigde Naties (2010)
- Resolutie 2004 Veiligheidsraad Verenigde Naties
- Resolutie 2028 Veiligheidsraad Verenigde Naties

Lijst ·  1967 ·  1968 ·  1969 ·  1970 ·  1971 ·  1972 ·  1973 ·  1974 ·  1975 ·  1976 ·  1977 ·  1978 ·  1979 ·  1980 ·  1981 ·  1982 ·  1983 ·  1984 ·  1985 ·  1986 ·  1987 ·  1988 ·  1989 ·  1990 ·  1991 ·  1992 ·  1993 ·  1994 ·  1995 ·  1996 ·  1997 ·  1998 ·  1999 ·  2000 ·  2001 ·  2002 ·  2003 ·  2004 ·  2005 ·  2006 ·  2007 ·  2008 ·  2009 ·  2010 ·  2011 ·  2012 ·  2013 ·  2014 ·  2015 ·  2016 ·  2017 ·  2018 ·  2019 ·  2020 ·  2021 ·  2022 ·  2023 ·  2024 ·  2025 ·  2026 ·  2027 ·  2028 ·  2029 ·  2030 ·  2031 ·  2032